# Сиодзава (Ниигата)
Сиодзава (яп. 塩沢町 Сиодзава-мати) — бывший посёлок в Японии, располагавшийся в южной части префектуры Ниигата (уезд Минамиуонума).
1 октября 2005 года вошёл в состав города Минамиуонума.
Название посёлка сохранилось в топонимике в виде современной железнодорожной станции и местных улицах.
На 1 апреля 2005 года его площадь составляла 190,12 км², население — 19 956 человек.

## Виды Сиодзавы
- Управа посёлка
- Железнодорожная станция
- Кредитный союз
- Онсэн